# Луніно (Курська область)
Луніно (рос. Лунино) — присілок в Обоянському районі Курської області Російської Федерації.
Населення становить 271 особу. Входить до складу муніципального утворення Усланська сільрада.

## Історія
Населений пункт розташований на території українського етнічного та культурного краю Східна Слобожанщина.
Від 2004 року входить до складу муніципального утворення Усланська сільрада.

## Населення
| 2002 | 2010 |
| ---- | ---- |
| 306  | ↘271 |